# Dimorphandra exaltata
Dimorphandra exaltata är en ärtväxtart som beskrevs av Heinrich Wilhelm Schott. Dimorphandra exaltata ingår i släktet Dimorphandra och familjen ärtväxter. Inga underarter finns listade i Catalogue of Life.